# Mariebergsfjärden
La baie de Marieberg (en suédois : Mariebergsfjärden) est une baie lacustre située au centre de Stockholm. 

## Géographie
Mariebergsfjärden est une baie de l'est du lac Mälaren. 
La baie doit son nom au quartier de Marieberg.
Les limites extérieures de la baie sont Lilla Essingen et Essingedjupet à l'ouest, Kungsholmen au nord, le Västerbron à l'est et Långholmen au sud. 
A Mariebergsfjärden, il y la plage Smedsuddsbadet (sv) du côté de Kungsholm et la plage Långholmsbadet (sv). 
La profondeur maximale de l'eau est de 26 mètres.
Au bord de Mariebergsfjärden se trouvent le Triewalds malmgård (sv) et le parc Mariebergsparken.